# Скрипник Дмитро Андрійович
Дмитро́ Андрі́йович Скри́пник (*1898 рік, містечко Опішня — ?) — директор радгоспу ім. Жданова Кустанайської області, Герой Соціалістичної Праці.

## Біографія

### ДоРеволюції
Народився в Опішні Зіньківського повіту на Полтавщині.
Відвідував школу до 10-річного віку. У 1910—1913 роках навчався ковальській, а потім шевській справі. Працював шевцем на фабриці Когана у Полтаві (1913—1916).
У грудні 1916 року призваний до армії. Після двох місяців, проведених у Саратові, Скрипника відправлено на австрійський фронт.

### МіжГромадянськоютаНімецько-радянською війнами
У січні 1918 року вступив до Червоної Армії. У грудні 1921 року демобілізований.
Спочатку працював шевцем. У жовтні 1922 року з групи демобілізованих червоноармійців організовано сільгоспартіль «Надія» у селі Матвіївка. Дмитра Андрійовича обрали головою артілі.
У вересні 1928 року направлений Окрколгоспспілкою до річної школи організації сільського господарства в Києві. Після її закінчення працював інструктором Мелітопольської окрколгоспспілки (1929—1930), членом правління Генічеської райколгоспспілки (1930—1932). У 1930 році вступив до ВКП(б).
У квітні 1932 року обраний секретарем територіальної парторганізації села Різдвянка на Херсонщині, а у серпні 1933 року — головою Генічеської міської Ради робітників, солдатських та селянських депутатів.
З жовтня 1934 року по лютий 1941 року — директор машинно-тракторної станції імені Сталіна.
У лютому 1941 року обраний головою Великобілозерського райвиконкому Запорізької області. Працював головою виконкому аж до евакуації у жовтні 1941 року до Медведицького району Сталінградської області. Працював директором Новинської МТС. Пізніше був перепризначений на попереднє місце роботи — очолювати виконком Великобілозерського району. У грудні 1943 року призначений першим секретарем Великобілозерського райкому КП(Б)У.

### 1940-ві— 1950-ті роки
У лютому 1948 року за особистим проханням звільнений від керівництва районом та призначений директором радгоспу «Переможець» Якимівського району Запорізької області.
У березні 1954 року вирушив на освоєння цілинних і залежних земель у Казахську РСР. У Кокчетавській області серед безлюдного степу йому доручили створити зерногосподарство та призначили директором Жданівського радгоспу Айртауського району Північноказахстанської області. 1954 року новосели Жданівського радгоспу розорали 18 тисяч гектарів ковилового степу, збудували понад два десятки житлових будинків і зібрали перший урожай. Наступного, 1955 року, незважаючи на посуху, цілинники отримали з кожного гектара по 8,5 центнера, вийшовши на друге місце по області.
Навесні 1956 року в радгоспі засіяли зерновими величезну площу — 24 483 гектари. З цією роботою рагоспівці впоралися за вісім днів. З усієї площі зібрано в середньому по 15,1 центнера з гектара. Держава отримала від цілинного радгоспу 25169 тонн хліба.
1958 року вийшов на заслужений відпочинок. Дата та місце смерті невідомі.

## Заслуги, нагороди
За свою роботу в МТС нагороджений орденом Трудового Червоного Прапора (7 лютого 1939 року). Нагороджений також орденом «Знак Пошани» (23 січня 1948 року).
Указом Президії Верховної Ради СРСР від 11 січня 1957 року за особливо видатні успіхи, досягнуті в роботі з освоєння цілинних і залежних земель, та отримання високого врожаю Скрипнику Дмитру Андрійовичу присвоєно звання Героя Соціалістичної Праці з врученням ордена Леніна та золотої медалі «Серп і Молот».
Обирався депутатом Верховної Ради Казахської РСР.
Був делегатом XX з'їзду партії..

## Пам'ять
У центрі смт Котельва Герою на Алеї слави встановлена меморіальна стела.